# Harumichi no Tsuraki
Harumichi no Tsuraki est un nom japonais traditionnel ; le nom de famille (ou le nom d'école), Harumichi, précède donc le prénom (ou le nom d'artiste).
Harumichi no Tsuraki (春道列樹)
( ? - 920) est un poète japonais du milieu de l'époque de Heian dont le père, Harumichi no Niina, est un descendant du clan Mononobe.
On sait très peu de choses de sa vie. En 910 il est diplômé de composition littéraire et en 920, nommé gouverneur de la province d'Iki, mais il meurt avant de prendre sa charge.
Trois de ses poèmes waka sont inclus dans l'anthologie impériale Kokin Wakashū et deux dans le Gosen Wakashū.
Il fait également partie de la liste Ogura Hyakunin Isshu.

## Source
- Peter McMillan (2008) One hundred poets, one poem each: a translation of the Ogura Hyakunin Isshu. New York: Columbia University Press.  (ISBN 9780231143981)